# L'Heure espagnole
L'Heure espagnole è un'opera in un atto di Maurice Ravel su libretto di Franc-Nohain scritto fra il 1907 e il 1909. La prima esecuzione ebbe luogo al Théâtre national de l'Opéra-Comique di Parigi, il 19 maggio 1911.
Insieme ad altri lavori quali l'Alborada del Gracioso e la Rapsodie espagnole, L'Heure espagnole rappresenta l'aspetto iberico della personalità di Ravel, evocando temi e sonorità propri delle sue origini basche. È una 'farsa amorosa' con intenti moralistici e satirici, e talvolta tragici.

## Storia
Nel 1907 Ravel stava terminando la composizione della Rapsodie espagnole, contemporaneamente era in cerca di un soggetto brillante su cui comporre un'opera; egli cercava in tal modo di compiacere il padre, gravemente ammalato, che desiderava un successo del figlio in campo teatrale. L'occasione gli fu data dalla lettura de L'heure espagnole, commedia di Franc-Nohain che aveva avuto una buona accoglienza sulle scene nel 1904.
 Il compositore scrisse una partitura per canto e pianoforte tra il maggio e l'ottobre del 1907 e la presentò alla commissione artistica dell'Opéra Comique che espresse però parecchie riserve; il soggetto fu infatti considerato scabroso, non degno di essere rappresentato alla borghesia parigina.
 Soltanto nel 1909 l'intervento di Madame Cruppi, moglie del Ministro dell'Istruzione, discreta cantante e ammiratrice di Ravel, riuscì a ottenere il via libera per la rappresentazione; il musicista allora mise finalmente mano all'orchestrazione e terminò definitivamente l'opera nel marzo 1909.
 La prima rappresentazione ebbe luogo a Parigi, al Théâtre national de l'Opéra-Comique il 19 marzo 1911 unitamente all'opera Thérèse di Jules Massenet. La direzione fu di François Ruhlmann, la regia di Albert Carré; interpreti principali furono Geneviève Vix e Jean Périer. 
In seguito l'opera fu rappresentata al Royal Opera House, Covent Garden, di Londra  il 24 luglio 1919; al Metropolitan Opera House di New York la première è stata il 7 novembre 1925 con Lucrezia Bori, Angelo Badà ed Lawrence Tibbett. Al Teatro di Torino fu rappresentata il 18 maggio 1926 diretta da Vittorio Gui; al Wiener Staatsoper il 13 febbraio 1935 e al Teatro La Fenice di Venezia nel 1939 diretta da Nino Sanzogno.
 Nel 1950 avviene la cinquantesima recita all'Opéra-Comique diretta da André Cluytens.

## Trama
L'azione si svolge nel XVIII secolo a Toledo.
 Nella bottega dell'orologiaio Torquemada giunge Ramiro, il mulattiere, che vuol far riparare l'orologio dello zio. Torquemada inizia a esaminare il meccanismo quando entra in scena sua moglie Concepcion e gli ricorda che deve andare a regolare gli orologi municipali della città. L'orologiaio parte per l'incarico e chiede al mulattiere di aspettarlo, cosa che indispettisce alquanto Concepcion che è in attesa dei suoi spasimanti. Per toglierselo di torno la donna gli chiede, come favore, di portare al piano superiore una pesante pendola. Sopraggiunge Gonzalve, uno degli amanti, che inizia a declamare versi insulsi di un ridicolo lirismo.
 Quando ritorna Ramiro la donna lo convince ad andare a riprendere la pendola per sostituirla con un'altra; appena il mulattiere si allontana Concepcion fa entrare lo spasimante nella pendola che dovrà essere portata nella sua camera. Arriva nel frattempo l'altro amante, il banchiere Don Iñigo Gomez, che, mentre la donna si allontana per un momento, si nasconde per burla nell'altra pendola. Concepcion prega ancora il buon Ramiro di riportare la pendola, troppo rumorosa per lei, nella bottega del marito e di portare l'altra nella stanza da letto.
 Quando il banchiere cerca di sorprendere l'amata uscendo dall'orologio, non riesce a causa della sua stazza e rimane incastrato. Il mulattiere, di buon grado, riporta anche questa pendola nella bottega ritenendola difettosa. Concepcion si è ormai stancata dei due amanti, l'uno intento a declamare versi senza senso, l'altro impacciato, e si avvicina a Ramiro, conquistata dal suo carattere generoso e disponibile.
 Nel momento in cui ritorna Torquemada, Gonzalve esce in fretta dalla pendola e, per non destare sospetti, la acquista. L'altro, Don Iñigo, che essendo troppo grosso non riesce a uscire dall'altro orologio, viene tirato fuori a forza da Ramiro e, raccontando di essere entrato per esaminare il meccanismo, si mostra anch'egli interessato a comprarlo. 
 Concepcion, rimasta senza pendola nella sua camera, si affiderà d'ora in poi, per conoscere l'ora, a Ramiro che passerà puntuale ogni mattina con la sua mula sotto il balcone.

## Analisi
L'Heure espagnole è una divertente parodia d'opera con personaggi caricaturali ben disegnati, dalla vivace Concepcion, sempre presa da una sorta di frenesia amorosa, a Gozalve, una macchietta, con i suoi gorgheggi senza senso, a Don Iñigo, banchiere grasso e pieno di boria ben sottolineato dal suono dei corni.
 La partitura, scritta con grande raffinatezza da Ravel, si basa su di un libretto ricco di sagaci doppi sensi e di rime divertenti, sempre però nei limiti del buon gusto. L'opera non è però scritta secondo tradizione con recitativi, arie, duetti; Ravel stesso disse che cercava, con questo lavoro, di rigenerare l'opera buffa italiana, ma certo non tradizionalmente; solo il quintetto finale, con i suoi vocalizzi, poteva rientrare nel repertorio consueto; lo spirito umoristico dell'opera era ottenuto non con una insolita accentuazione delle parole, ma con il carattere della melodia, dell'armonia e del ritmo .
 La partitura è frutto della grande sensibilità del musicista nel trattare i timbri degli strumenti, la cui gamma è accresciuta dall'introduzione di elementi inusuali quali la celesta, le castagnette e addirittura un metronomo, che simula il ticchettio degli orologi, e una frusta. Nell'opera non compare il coro, tutto è focalizzato sulle cinque voci dei personaggi; il testo ha infatti un ruolo predominante e, ove si escludano i gorgheggi delle strampalate arie di Gonzalve, i cantanti devono quasi dare l'impressione di parlare. La briosa vivacità di Concepcion si esprime con delle brevi arie che sono in realtà "mezze arie". Due vere e proprie arie, di reminescenza spagnola, sono appannaggio di Ramiro e vengono comunque filtrate dalla particolare raffinatezza stilistica di Ravel

## Organico orchestrale
Tre flauti (il terzo anche ottavino), tre oboi (il terzo anche corno inglese), due clarinetti, clarinetto basso, due fagotti, controfagotto, quattro corni, due trombe, tre tromboni, tuba, timpani, gran cassa, piatti, tamburino rullante, castagnette, xilofono, glockenspiel, campane tubolari, triangolo, frusta, tre metronomi, celesta, due arpe, e archi.

## Discografia parziale
- L'heure espagnole - Lorin Maazel/R.T.F. National Orchestre/Jane Berbié/José van Dam, 1997 Deutsche Grammophon
- L'Heure Espagnole - Kimberly Barber/John Mark Ainsley/Georges Gautier/Kurt Ollmann/David Wilson-Johnson/London Symphony Orchestra/André Previn, 1999 Deutsche Grammophon